# 27 tháng 10
Ngày 27 tháng 10 là ngày thứ 300 (301 trong năm nhuận) trong lịch Gregory. Còn 65 ngày trong năm.

## Sự kiện
- 1075 – Vi Thủ An dẫn 700 quân tấn công trại Cổ Vạn, mở đầu Chiến dịch đánh Tống, 1075–1076 của quân Đại Việt.
- 1161 – Nhân lúc Hoàng đế Hoàn Nhan Lượng đang thân chinh Nam Tống, em họ là Hoàn Nhan Ung tiến hành binh biến, tự lập làm hoàng đế triều Kim, tức Kim Thế Tông.
- 1870 – Thống chế François Achille Bazaine cùng 140.000 binh sĩ Pháp đầu hàng quân Phổ trong Cuộc vây hãm Metz, một trong những thất bại lớn nhất của Pháp trong Chiến tranh Pháp-Phổ.
- 1904 – Tuyến đầu tiên của hệ thống tàu điện ngầm Thành phố New York được mở, khởi đầu cho hệ thống tàu điện ngầm lớn nhất Hoa Kỳ.
- 1924 – Cộng hòa Xã hội chủ nghĩa Xô viết Uzbekistan được thành lập bên trong Liên Xô trên cơ sở hai nước cộng hòa Khorezm và Bukhara.
- 1914 – Chiến tranh thế giới thứ nhất: Chiến hạm HMS Audacious của Anh trúng thủy lôi của Đức và chìm ngoài khơi tây bắc Ireland.
- 1938 – Chiến tranh Trung–Nhật: Quân đội Nhật Bản chiếm được Hán Dương, giành được chiến thắng kiểu Pyrros trong trận Vũ Hán.
- 1971 – Cộng hòa Dân chủ Congo đổi tên nước thành Zaire.

## Sinh
- 1782 – Niccolò Paganini, nghệ sĩ violin và nhà soạn nhạc người Ý (m. 1840)
- 1828 – Nguyễn Phúc Miên Tằng, tước phong Hải Quốc công, hoàng tử con vua Minh Mạng (m. 1896)
- 1835 – Nguyễn Phúc Hòa Tường, phong hiệu Hương Khê Công chúa, công chúa con vua Minh Mạng (m. ?)
- 1932 – Harry Gregg, thủ môn bóng đá Bắc Ireland
- 1989 - Giang Hồng Ngọc, nữ ca sĩ người Việt Nam

## Mất
- 939 – Æthelstan, Vua của người Anglo-Saxon từ 924–927 và là Vua của người Anh từ năm 927 đến khi ông qua đời (s. khoảng 894)
- 1605 – Akbar Đại đế của Đế quốc Mogul (s. 1542)
- 1819 – Nguyễn Huỳnh Đức, danh tướng, công thần khai quốc của nhà Nguyễn Việt Nam (s. 1748).
- 1868 – Nguyễn Trung Trực, thủ lĩnh nghĩa quân Việt Nam chống Pháp giữa thế kỷ 19.
- 1878 – Doãn Khuê, danh sĩ và danh thần Việt Nam (s. 1813)
- 1950 – Nhậm Bật Thời, nhà lãnh đạo quân sự và chính trị người Trung Quốc (m. 30/4/1904)
- 2010 – Néstor Kirchner, cựu Tổng thống Argentina (s. 1950)
- 2016 – Thân vương Takahito, thành viên hoàng gia Nhật Bản (s. 1915)
- 2023 – Lý Khắc Cường, cựu Thủ tướng Trung Quốc (s. 1955)